# Franco Rosi (calciatore)
Franco Rosi (Genzano di Roma, 20 settembre 1927 – 17 febbraio 2019) è stato un calciatore, allenatore di calcio e dirigente sportivo italiano.

## Caratteristiche tecniche
Giocava come centromediano ed era un elemento fisicamente prestante e di buone qualità tecniche ma piuttosto lento.

## Carriera

### Giocatore
Ha fatto parte delle formazioni giovanili della Lazio dal 1938, con cui vince il campionato romano Ragazzi nel 1944. Con i biancocelesti debutta durante il Campionato romano di guerra 1944-1945, con una presenza, prima di passare in prestito all'Avezzano per il campionato di Serie C 1945-1946.
Esordisce in Serie A l'8 giugno 1947, nella partita Atalanta-Lazio 1-1; è l'unica presenza in campionato, mentre nella stagione successiva colleziona 8 presenze. Viene anche impiegato nelle formazioni minori della squadra capitolina, e contribuisce alla vittoria del Campionato Italiano nella stagione 1947-1948 realizzando uno dei gol nella finale contro la Triestina.
Nel 1948 passa in prestito per una stagione al Fano, in Promozione; rientrato alla Lazio, nel dicembre 1949 viene ceduto in prestito e poi definitivamente allo Stabia. Con i campani vince il campionato di Serie C nel 1950-1951 ed ottiene la promozione in Serie B, categoria nella quale disputa 13 partite nella stagione 1951-1952 conclusa con la retrocessione. Nel 1952 viene ceduto al Lecce, in Serie C, prima di iniziare una lunga militanza nell'L'Aquila dove resta quattro anni in IV Serie tra il 1953 e il 1957. Nel 1956 viene assunto come dipendente dall'Automobile Club d'Italia, militando tra il 1958 e il 1962 nella formazione aziendale denominata Acicalcio, militante nelle categorie minori. Chiude nel 1963 con il Vivace Grottaferrata, in Prima Categoria laziale.

### Dopo il ritiro
Ha allenato il Grottaferrata ed il Cynthia, mentre nell'Ostiense ricopre l'incarico di direttore sportivo. In questo periodo è stato anche editore del settimanale sportivo laziale "Record".
È stato anche presidente della Polisportiva Nuova Ostia, con la quale oltre ad installare un impianto sportivo, ha contribuito a creare un folto vivaio di giovani calciatori e calciatrici. Queste ultime vinsero i propri gironi fino ad arrivare alla promozione in Serie A Femminile.

## Palmarès

### Giocatore
- Campionato Italiano Juniores: 1

Lazio: 1947-1948
- Campionato italiano Serie C: 1

Stabia: 1950-1951